# Aber bitte mit Sahne
Aber bitte mit Sahne es un EP de la banda germana de thrash metal, Sodom. La canción es una versión de la canción del 1975 del mismo nombre por el chansonier austríaco Udo Jürgens. Su título se traduce al inglés como "But Please With Cream" (palabra por palabra). De acuerdo con el contexto, esta frase debe ser traducida como "Bueno, me encantaría tenerla (tarta) con nata".

## Lista de temas
- 1. "Aber bitte mit Sahne" (Eckart Hachfeld / Wolfgang Spahr) – 3:17
- 2. "Sodomized" (Sodom/ Tom Angelripper) – 2:39
- 3. "Abuse" (Sodom/ Tom Angelripper) – 1:43
- 4. "Skinned Alive '93" (Dudek, Brings, Such) – 2:30

## Créditos
- Tom Angelripper – Voz, bajo
- Andy Brings – Guitarra
- Atomic Steif  – Batería

- Datos: Q2269965